# Frankfurt Universe
Frankfurt Universe er en tysk amerikansk fodboldklub i Frankfurt am Main, Tyskland, som blev stiftet i 2007. Frankfurt Universe er efterfølgeren til Frankfurt Galaxy. Holdets farver er lilla og orange. Klubbens hjemmekampe spilles på Frankfurter Volksbank Stadion. Klubben er medlem af American Football Verband Deutschland (AFVD). Holdet spiller i German Football League (GFL).

## Meritter
- Vinder EFL Bowl: 2016
- Mester GFL 2 Syd: 2015